# جوشوا ليونارد
جوشوا غرانفيل ليونارد (بالإنجليزية: Joshua Leonard)‏ (ولد في 17 يونيو 1975) ممثل كاتب ومخرج أمريكي، عرف أساسا لدوره في فيلم مشروع الساحرة بلير (1999), فيلم إذا بقيت (2014).

## نشأته
ولد جوشوا 1975، تخرج من أكاديمية نيويورك للفيلم السينمائي قسم التمثيل، بدأ ليونارد التمثيل منذ الصغر حيث شجعه والداه دائما على التمثيل بالمسرح حيث كانت تعمل والدته، وعندما أنهى دراسته بدأ احتراف الفن فشارك في عدة أفلام من صناعة طلاب السينما كما شارك بعدة أفلام وثائقية، وفي عام 1999 ظهر لأول مرة على شاشة السينما من خلال بطولة فيلم "The Blur of Insanity"، توالت بعدها أعماله الفنية كان منها "Madhouse"، كما قام ليونارد بإخراج عدة أفلام منها الفيلم الدرامى عام 2011 "The Lie" .

## روابط خارجية
- الموقع الرسمي
- جوشوا ليونارد على موقع IMDb (الإنجليزية)
- جوشوا ليونارد على موقع روتن توميتوز (الإنجليزية)
- جوشوا ليونارد على موقع أول موفي (الإنجليزية)
- جوشوا ليونارد على موقع إن إن دي بي (الإنجليزية)
- جوشوا ليونارد على موقع قاعدة بيانات الفيلم (الإنجليزية)